# Шуфрич Нестор Іванович
Не́стор Іва́нович Шу́фрич (нар. 29 грудня 1966, Ужгород, Закарпатська область, Українська РСР) — український проросійський політик, Народний депутат України. Член забороненої проросійської партії «ОПЗЖ», голова Комітету Верховної Ради України з питань свободи слова.
Був членом Партії регіонів (2007—2014). Власник ФК «Говерла» (Ужгород) та телеканалу «UkrLive». Колишній власник проросійського пропагандистського телеканалу «Перший незалежний». Кандидат економічних наук (2004). З 19 січня 2025 року перебуває під санкціями РНБО України.

## Життєпис
Освіта: Ужгородський університет (1992), історик; кандидат економічних наук з 2004 р. — дисертація на тему «Розвиток і трансформація аграрного виробництва в Угорщині» (Інститут аграрної економіки УААН).
1985—1987 — служба у війську.
1987—1988 — перекладач торгово-побутового підприємства в місті Ужгороді.
З 1989 — радник кооперативного об'єднання «Ретро»; комерційний директор радянсько-австрійського спільного підприємства «Текоп».
З 1991 року — директор, а з 1995 року президент українсько-американського СП «Вест-Контрейд».
Член СДПУ(о) протягом 1996—2007, заступник секретаря Закарпатського ОК СДПУ(о) (з 1997), заступник голови СДПУ(о) (березень 2003 — квітень 2005); член Політбюро СДПУ(о) (з 1998 року), 1-й заступник голови СДПУ(о) (з квітня 2005).
Квітень 2002 — кандидат в народні депутати України, виборчий округ № 70, Закарпатської області від СДПУ(о). «За» проголосувало 9,20 %, став 3-м з 20 претендентів. На час виборів: народний депутат України, член СДПУ(о). Обраний депутатом Закарпатської облради (2002).
Народний депутат України 3 скликання 1998—2002, виборчий округ № 70, Закарпатська область. З'яв. 70,8 %, за 16,8 %, 12 суперників. На час виборів: президент СП «Вест-Контрейд» (м. Ужгород), член СДПУ(о). 03.1998 — кандидат в народні депутати України від СДПУ(о), № 22 в списку. член Комітету з питань економічної політики, управління народним господарством, власності та інвестицій (07.1998-03.2000), член Комітету з питань бюджету (з 03.2001), заступник голови Комітету з питань бюджету (з 04.2001); уповноважений представник фракції СДПУ(о) (з 05.1998); член Контрольної комісії з питань приватизації (з 07.1998).
Член Національної ради з питань молодіжної політики при Президентові України (з 05.1999).
Народний депутат України 4-го скликання з липня 2002 по квітень 2006, виборчий округ № 201, Черкаська область, самовисування. За 29,80 %, 18 суперників. На час виборів: президент «Черкаської м'ясної компанії» (хоча фактично він в цій установі ніколи не працював[джерело?]), член СДПУ(о). член фракції СДПУ(о) (з 09.2002), член Комітету з питань бюджету (з 06.2003).
У березні 2006 — кандидат у нардепи України від партії Не так!, № 4 в списку, член СДПУ(о). Депутат ВР АР Крим (04.2006-11.07) від Опозиційного блоку «Не так»!
12 грудня 2006 — 18 грудня 2007 — Міністр України з питань надзвичайних ситуацій та у справах захисту населення від наслідків Чорнобильської катастрофи в складі другого уряду Януковича.
Народний депутат України 6-го скликання з листопада 2007 від Партії регіонів, № 5 в списку. На час виборів: Міністр України з питань надзвичайних ситуацій та у справах захисту населення від наслідків Чорнобильської катастрофи, безпартійний.
9 липня 2010 р. — Верховна Рада України за поданням Прем'єр-міністра М.Азарова звільнила Н.Шуфрича з посади міністра України з питань надзвичайних ситуацій.
9 липня 2010 р. — згідно з Указом Президента України В. Януковича Н. Шуфрича призначено на посаду заступника секретаря РНБО.
Один із 148 депутатів Верховної Ради України, які підписали звернення до Сейму Польщі з проханням визнати геноцидом поляків події національно-визвольної війни України 1942—1944 років. Цей крок перший Президент України Леонід Кравчук кваліфікував як національну зраду.
Народний депутат України 7-го скликання з 12 грудня 2012 до 27 листопада 2014 р. від Партії регіонів, № 27 в списку.
За свідченням Олександра Попова слідкував за розгоном студентів 30 листопада 2013 р.
16 січня 2014 року голосував за «Закони про диктатуру».
У травні 2014 року разом зі Сергієм Матвієнковим та Вадимом Новинським ініціював у Верховній Раді України законопроєкт, основною метою якого було виконання Женевських домовленостей, проведення конституційної реформи і децентралізації влади в Україні, припинення проведення Антитерористичної операції на Донеччині та Луганщині та схиляння людей добровільно скласти зброю та залишити адміністративні будівлі.
Після розвалу «Партії регіонів» став членом нового політичного утворення, що виникло на її основі — «Опозиційного блоку», та був обраний до Верховної Ради України.
Народний депутат України 8-го скликання з 27 листопада 2014 р. від Опозиційного блоку, № 7 в списку.
18 січня 2018 року був одним з 36 депутатів, що голосували проти Закону про визнання українського суверенітету над окупованими територіями Донецької та Луганської областей.
З серпня 2019 — керівник Парламентського комітету з питань свободи слова.

## Розслідування

### Справа про державну зраду
15 вересня 2023 року прокурори Офісу генпрокурора вручили Шуфричу підозру в державній зраді. За даними слідства, він виконував завдання колишнього заступника секретаря РНБО, який 2014 року втік до Москви і був завербований ФСБ Володимира Сівковича для координації російської агентури в Україні. У Шуфрича провели обшуки, під час яких було виявлено документ зі схемою автономії для Донецької та Луганської областей. Він передбачав перейменування регіонів на «краї», широку автономію, проведення виборів й формування окремого уряду, а також парламенту. Також було виявлено низку забороненої радянської символіки: георгіївські стрічки, медалі, двоголові орли росіян, ордена. Того ж дня Печерський суд Києва взяв Шуфрича під арешт на два місяці без права внесення застави.
11 жовтня 2023 року Київський апеляційний суд залишив у силі запобіжний захід у вигляді тримання під вартою. 10 листопада запобіжний захід було прдовжено до 15 грудня. 15 грудня Шуфричу продовжили запобіжний захід щонайменше до 9 лютого 2024 року. 
13 березня 2024 року запобіжний захід Шуфричу продовжили на два місяці. 15 листопада Шевченківський районний суд міста Києва продовжив арешт до 5 грудня. 
15 травня 2025 року Шевченківський районний суд міста Києва продовжив Шуфричу арешт до 13 липня включно.

### Справа про фінансування Росгвардії
8 лютого 2024 року Шуфричу за матеріалами ДБР повідомлено про нову підозру щодо фінансування Росгвардії у Криму. За даними слідства, Шуфрич платив гроші Росгвардії за воєнізовану охорону своєї елітної нерухомості на півострові. Лише протягом трьох місяців 2016 року його компанія сплатила окупантам півмільйона рублів. У вересні 2024 року обвинувальний акт стосовно Шуфрича та його помічника скерували до суду.

## Нагорода
- Орден «За заслуги» III (2002) і II ступенів (2004) (позбавлено)[33]

## Факти
- Шуфрич у 15-річному віці (1982) здобув звання «майстер спорту СРСР» зі стрільби з лука, і навіть був кандидатом до молодіжної збірної СРСР[34].
- У липні 2013 р., в залі Верховної Ради України, на голову Нестора Шуфрича впав шматок 15-тонної люстри[35].
- У соцмережах з'явився інтернет-мем: «Шуфрич не битий вже (…) днів».

## Скандали
- Через підкуп виборців, 20-гривневі купюри на Черкащині стали іноді називати на честь Шуфрича «несторками»[36][37][38].
- В біографії Нестора Шуфрича є доволі багато фактів публічних бійок. Однією із перших була бійка 21 грудня 2004 року в приміщенні ЦВК[39]. У 2008-му Шуфрич вдарив Миколу Рудьковського[40]. У 2009-му були бійки із Сергієм Льовочкіним[41] та Юрієм Луценком[42]. Публічно з'ясувати стосунки на рингу Нестор Шуфрич пропонував у 2008 році тодішньому керівнику Управління державної охорони Валерію Гелетею, але останній відмовився від поєдинку[42]. Після бійки із Юрієм Луценком останній оприлюднив матеріали кримінальної справи, порушеної у 1998 році проти Нестора Шуфрича за фактом побиття ним своєї дружини[43].
- В червні 2013 року, в числі 148-ми народних депутатів України, Шуфрич підписав Звернення депутатів від Партії регіонів і КПУ до польського Сейму з проханням «визнати Волинську трагедію геноцидом щодо польського населення і засудити злочинні діяння українських націоналістів». Цей крок перший Президент України Леонід Кравчук кваліфікував як національну зраду.
- 30 вересня 2014 року, активісти Правого сектора, Автомайдану, Євромайдану і Самооборони привезли сміттєвий бак «для люстрації» Шуфрича, який приїхав в Одесу на засідання партії «Опозиційний блок», однак Шуфрич намагався втекти, за що активісти його побили[44][45][46]. Спікер партії «Правий сектор» Борислав Береза заявив, що побиття інсценовано самим Нестором Шуфричем[47] Працівники МВС встановили 14 осіб причетних до інциденту, один з учасників Микола Доценко безслідно зник[48].
- Футбольний клуб «Говерла», яким володіє Нестор Шуфрич (президентом є його батько Іван Шуфрич, а віце-президентом — син Олександр Шуфрич[49]) припинив своє існування після низки скандалів щодо невиплат зарплатні гравцям клубу і невиконання вимог ФФУ щодо їх погашення[50] у 2016 році.
- У лютому 2017 року Нестора Шуфрича Генеральний прокурор України Юрій Луценко звинуватив у несплаті податків на 40 млн гривень. У разі несплати податків йому загрожує в'язниця на 3 роки[51].
- 30 грудня 2019 року, велика кількість ЗМІ повідомили з посиланням на сайт компанії Thormählen & Cochran Safaris, клієнтом якої був Шуфрич орієнтовно у 2015 році, що Шуфрич вбивав тварин у Африці, серед яких східний чорний носоріг, бура гієна, антилопа орікс, антилопа гну та інші. Деякі з тварин належать до видів, що вимирають[52].
- 18 лютого 2022 року, пізно ввечері, Нестор Шуфрич і головний редактор сайту «Цензор.нет» Юрій Бутусов побилися у прямому ефірі ток-шоу «Свобода слова» ведучого Савіка Шустера на телеканалі «Україна 24»[53][54].
- 4 березня 2022 року Нестора Шуфрича затримали при спробі фотографувати блокпост. При затриманні охоронці Шуфрича намагалися відстрілюватися. Бійці 206-го батальйону територіальної оборони Києва передали затриманих СБУ[55][56].

## Питання військового звання і ставлення до російсько-української війни
У своїх інтерв'ю Нестор неодноразово називав себе «капітаном запасу», але даних про те, де і як він отримав це військове знання, немає. Також він заявляв про готовність взятися за зброю «у разі війни», але, водночас, заперечує Російсько-українську війну, що триває з 2014 року, а бойові дії на Сході України називає «війною між українцями».

## Статки
- За 2019 рік Шуфрич задекларував готівки на загальну суму 137,48 млн грн, з них гривень лише 200 тис., 2,45 млн доларів і 2,3 млн євро[59].
- В 2019 році, за матеріалами розслідування проєкту «Схеми», родина народного депутата від ОПЗЖ Нестора Шуфрича зареєструвала нерухомість в окупованому Криму за законами РФ, таким чином визнавши юрисдикцію Кремля на українському півострові[60].

## Захоплення
Любить полювання, зокрема, полює на рідкісних диких тварин у Африці.

## Сім'я
Рід Шуфричів має сербське походження, але вже до початку XX ст. родина українізувалася. Першим відомим представником був дід Нестора Шуфрича — банкір Юлій Шуфрич, який займав посади керівника: Тячівського відділення Агробанку Чехословаччини, філіалу Національного банку Угорщини, ужгородського філіалу Агробанку Чехословаччини, а з включенням Закарпаття до складу УРСР протягом перших чотирьох років був керівником обласного відділення Держбанку СРСР. Через відмову вступити в партію був знятий з посади, а пропозицію зайняти пост зама він відхилив. Його дружиною була відома тенісистка Валерія Шуфрич (до шлюбу Баркас). Вона була чемпіонкою по тенісу Чехословаччини (до 1938 р.), Угорщини, а після 1945 р. виступала за СРСР.
Батько Шуфрича, Іван (Іштван) Юлійович, навчався в Харківському педагогічному інституті з 1953 по 1958 рр.; був військовослужбовцем; призер України з тенісу, очільник обласного відділення «Динамо». Після 1991 р. почесний консул Словаччини в Ужгороді; почесний президент ФК «Говерла». Помер 2 січня 2025 року.
Мати Шуфрича, Марія Петрівна, 18 років працювала в обласному відділенні «Спортлото». За деякими даними, вона відповідала за перевезення товарів в транспортній конторі. Їй належала нафтова свердловина на території Полтавської області. Померла в 2010 році від грипу. Від першого шлюбу мала сина Олександра.
Нестор Шуфрич був одружений двічі. Перша дружина — Ірина, була донькою одного із секретарів Закарпатського обкому партії. !988 року народила сина Олександра, який навчався в Академії адвокатури і грав у молодіжному складі ФК «Закарпаття» (Ужгород). Друга дружина — модель Наталія Ворона, у 1994 році народила сина Нестора.
Троюрідний брат Нестора Шуфрича, Едуард Шуфрич загинув 21 жовтня 2022 року в ході російського вторгнення в Україну.

### Родовідне дерево
Василь Шуфрич (*1881 — †1986) ∞ Естер Товт (*? — †?)
- Єлизавета Василівна (*? — †?)
- Ірина Василівна (*1922 — †1978) ∞ Федір Федорович Канижай (*1923 — †1977)
- Кароль Васильович (*? — †?)
- Моргит Василівна (*? — †?) ∞ о. Морика Дудинський (*? — †?)
- Юлій Васильович (*? — †1986) ∞ Валерія Баркас (*? — †?)
  - Іван (Іштван) Юлійович (*1940 — †2025) ∞ Марія Петрівна (*1932 — †2010)
    - Нестор Іванович (*1966) ∞ Ірина Генріхівна Бандровська (*?) ∞ Наталія Ворона (*1974)
      - Олександр Несторович (*1988)
      - Нестор Несторович (*1994)